# True North (álbum de Crystal Lake)
True North es el cuarto álbum de estudio de la banda japonesa de metalcore Crystal Lake. Fue lanzado el 30 de noviembre de 2016 principalmente a través de Artery. Es el último álbum publicado con este sello.

## Lista de canciones
Todas las canciones escritas y compuestas por Ryo Kinoshita, Yudai Miyamoto y Shinya Hori. 
| N.º | Título                                        | Duración |  |
| 1.  | «Alpha»                                       | 1:53     |  |
| 2.  | «Omega» (con Kaya Otomo)                      | 4:19     |  |
| 3.  | «Hatred»                                      | 3:46     |  |
| 4.  | «Metro» (con Kaya Otomo)                      | 4:16     |  |
| 5.  | «True North»                                  | 4:37     |  |
| 6.  | «Breathe Deep»                                | 3:23     |  |
| 7.  | «Black and Blue» (con Jesse McFaddin de Rize) | 4:03     |  |
| 8.  | «Six Feet Under»                              | 2:15     |  |
| 9.  | «Walk on Water»                               | 1:35     |  |
| 10. | «Waves» (con Kaya Otomo)                      | 5:18     |  |

## Personal
Crystal Lake
- Kentaro Nishimura – Voz principal
- Yudai Miyamoto – Guitarra principal
- Shinya Hori – Guitarra rítmica

Músicos adicionales
- Bitoku Sakamoto – bajo
- Gaku Taura - batería
- Kaya Otomo: voz (pista 2, 4 y 10).
- Jesse McFaddin: voz (pista 7).